# Rally de Polonia de 2019
El Rally de Polonia de 2019, oficialmente 76th PZM Rally Poland, fue la septuagésima sexta edición y la cuarta ronda de la temporada 2019 del Campeonato de Europa de Rally. Se celebró del 28 al 30 de junio y contó con un itinerario de quince tramos sobre tierra que sumaban un total de 201,42 km cronometrados.
El ganador de la prueba fue el campeón defensor, el ruso Alexey Lukyanuk que consiguió su primera y única victoria de la temporada en su Citroën C3 R5. Fue acompañado en el podio por el finlandés, Jari Huttunen y por el local Lukasz Habaj.

## Itinerario
| Día                     | Tramo | Nombre            | Distancia | Ganador de la etapa        | Automóvil                     | Tiempo  | Líder de la general |
| ----------------------- | ----- | ----------------- | --------- | -------------------------- | ----------------------------- | ------- | ------------------- |
| Día 1 (28 de junio)     | -     | Tałty (Shakedown) | 3.26 km   | Alexey Lukyanuk            | Citroën C3 R5                 | 1:50.5  | -                   |
| Día 1 (28 de junio)     | SS1   | Mikołajki Arena 1 | 2.50 km   | Jari Huttunen              | Hyundai i20 R5                | 1:46.0  | Jari Huttunen       |
| Día 2 (29 de junio)     | SS2   | Paprotki 1        | 11.26 km  | Alexey Lukyanuk            | Citroën C3 R5                 | 5:09.5  | Alexey Lukyanuk     |
| Día 2 (29 de junio)     | SS3   | Stare Juchy 1     | 13.86 km  | Alexey Lukyanuk            | Citroën C3 R5                 | 7:02.8  | Alexey Lukyanuk     |
| Día 2 (29 de junio)     | SS4   | Olecko 1          | 28.62 km  | Alexey Lukyanuk            | Citroën C3 R5                 | 14:12.1 | Alexey Lukyanuk     |
| Día 2 (29 de junio)     | SS5   | Mikołajki Arena 2 | 2.50 km   | Mikołaj Marczyk            | Škoda Fabia R5                | 1:46.6  | Alexey Lukyanuk     |
| Día 2 (29 de junio)     | SS6   | Paprotki 2        | 11.26 km  | Alexey Lukyanuk            | Citroën C3 R5                 | 5:07.3  | Alexey Lukyanuk     |
| Día 2 (29 de junio)     | SS7   | Stare Juchy 2     | 13.86 km  | Alexey Lukyanuk            | Citroën C3 R5                 | 6:58.0  | Alexey Lukyanuk     |
| Día 2 (29 de junio)     | SS8   | Olecko 2          | 28.62 km  | Alexey Lukyanuk            | Citroën C3 R5                 | 13:59.8 | Alexey Lukyanuk     |
| Día 2 (29 de junio)     | SS9   | Mikołajki Arena 3 | 2.50 km   | Alexey Lukyanuk            | Citroën C3 R5                 | 1:46.6  | Alexey Lukyanuk     |
| Día 3 (30 de junio)     | SS10  | Mikołajki MAX 1   | 9.34 km   | Jari Huttunen              | Hyundai i20 R5                | 5:18.2  | Alexey Lukyanuk     |
| Día 3 (30 de junio)     | SS11  | Gmina Mrągowo 1   | 11.34 km  | Łukasz Habaj Jari Huttunen | Škoda Fabia R5 Hyundai i20 R5 | 6:49.2  | Alexey Lukyanuk     |
| Día 3 (30 de junio)     | SS12  | Użranki 1         | 22.54 km  | Alexey Lukyanuk            | Citroën C3 R5                 | 11:53.4 | Alexey Lukyanuk     |
| Día 3 (30 de junio)     | SS13  | Mikołajki MAX 2   | 9.34 km   | Alexey Lukyanuk            | Citroën C3 R5                 | 5:17.1  | Alexey Lukyanuk     |
| Día 3 (30 de junio)     | SS14  | Gmina Mrągowo 2   | 11.34 km  | Alexey Lukyanuk            | Citroën C3 R5                 | 6:42.1  | Alexey Lukyanuk     |
| Día 3 (30 de junio)     | SS15  | Użranki 2         | 22.54 km  | Alexey Lukyanuk            | Citroën C3 R5                 | 11:39.0 | Alexey Lukyanuk     |
| Fuente:ewrc-results.com |       |                   |           |                            |                               |         |                     |

## Clasificación final
| Pos.                     | Piloto            | Copiloto            | Automóvil              | Equipo                        | Tiempo    | Puntos |
| ------------------------ | ----------------- | ------------------- | ---------------------- | ----------------------------- | --------- | ------ |
| 1                        | Alexey Lukyanuk   | Alexey Arnautov     | Citroën C3 R5          | Saintéloc Junior Team         | 1:45:49.4 | 25+14  |
| 2                        | Jari Huttunen     | Mikko Lukka         | Hyundai i20 R5         | Hyundai Motorsport N          | +59.8     | 18+12  |
| 3                        | Łukasz Habaj      | Daniel Dymurski     | Škoda Fabia R5         | Sports Racing Technologies    | +1:51.5   | 15+8   |
| 4                        | Filip Mareš       | Jan Hloušek         | Škoda Fabia R5         | ACCR Czech Rally Team I       | +2:09.2   | 12+9   |
| 5                        | Aron Domżała      | Jarosław Baran      | Škoda Fabia R5         | TGS Worldwide OU              | +3:05.2   | 10+4   |
| 6                        | Tomasz Kasperczyk | Damian Syty         | Ford Fiesta R5         | Tiger Energy Drink Rally Team | +4:02.1   | 8+2    |
| 7                        | Mattias Adielsson | Andreas Johansson   | Citroën C3 R5          | Sweden National Team          | +4:06.5   | 6      |
| 8                        | Norbert Herczig   | Ramón Ferencz       | Volkswagen Polo GTI R5 | Mol Racing Team               | +4:06.6   | 4+1    |
| 9                        | Mikołaj Marczyk   | Szymon Gospodarczyk | Škoda Fabia R5         | Škoda Polska Motorsport       | +4:32.4   | 2+4    |
| 10                       | Kacper Wróblewski | Marcin Szeja        | Hyundai i20 R5         | Kacper Wróblewski             | +6:16.9   | 1      |
| Fuente: ewrc-results.com |                   |                     |                        |                               |           |        |